# Endars Sohn
Endars Sohn (Originaltitel: Suddenly Human) ist die vierte Folge der vierten Staffel der US-amerikanischen Science-Fiction-Fernsehserie Raumschiff Enterprise – Das nächste Jahrhundert. Sie wurde in den Vereinigten Staaten über Syndication vermarktet und erstmals am 15. Oktober 1990 auf verschiedenen Fernsehsendern ausgestrahlt. In Deutschland war sie zum ersten Mal am 18. August 1993 in einer synchronisierten Fassung im ZDF zu sehen.

## Handlung
Im Jahr 2367 bei Sternzeit 44143.7 empfängt die Enterprise einen Notruf von einem Raumschiff der Talarianer, die vor einigen Jahren in einen Grenzkrieg mit der Föderation verwickelt waren. Trotz Bedenken schickt Captain Picard ein Außenteam auf das Schiff. Dieses stellt fest, dass die Besatzung nur aus fünf männlichen Jugendlichen besteht, die zur Behandlung auf die Enterprise gebracht werden. Schiffsärztin Beverly Crusher stellt erstaunt fest, dass einer der Jungen ein Mensch ist. Die Geretteten reagieren nicht auf Fragen und fangen stattdessen an laut zu heulen. Erst als Captain Picard die Krankenstation betritt, stellt sich der Mensch als Jono vor und verlangt, zu seinem Captain, Endar, zurückkehren zu dürfen. Dr. Crusher glaubt, dass der Junge bereits sehr lange bei den Talarianern lebt, da er sich ganz in ihre Kultur eingefügt hat. Allerdings hat sie bei ihren Untersuchungen zahlreiche alte Verletzungen festgestellt, die darauf hindeuten, dass er misshandelt worden sein könnte.
Bis entschieden ist, was mit Jono geschehen soll, wird ihm ein Quartier zugewiesen. Sicherheitschef Worf führt ihn dorthin und Jono stimmt erneut ein lautes Heulen an. Er erklärt Worf, es handle sich um das „B'Nar“, den Klageruf der Talarianer in Gefahrensituationen. Er findet es außerdem unverständlich, dass Dr. Crusher Worf Befehle erteilen kann, denn bei den Talarianern sind Frauen den Männern untergeordnet. Unterdessen finden die anderen Führungsoffiziere heraus, dass Jono als Jeremiah Rossa geboren wurde. Seine leiblichen Eltern sind bei einem Kampf mit den Talarianern getötet worden. Allerdings lebt seine Großmutter noch. Es handelt sich um Connaught Rossa, eine Admiralin der Sternenflotte. Die Offiziere halten es für das Beste, ihn seiner Großmutter vorzustellen und wieder in die menschliche Gesellschaft zu integrieren. Da Picard der einzige auf der Enterprise zu sein scheint, dem Jono Respekt entgegenbringt, schlägt Counselor Troi vor, dass er sich in den nächsten Tagen um ihn kümmert – eine Aufgabe, die Picard nur widerwillig übernimmt, da er sich im Umgang mit Kindern nicht wohlfühlt. Picard sucht Jono auf. Der fühlt sich wie ein Gefangener und erklärt, dass er es gewohnt sei, bei seinem Captain zu leben. Zögerlich gestattet Picard, dass Jono in seinem Quartier wohnen kann. Behutsam will er Jono auf dessen menschliche Seite aufmerksam machen, doch der will weiterhin zu den Talarianern zurückkehren. Schließlich überreicht ihm Picard ein Foto seiner Eltern und lässt ihn eine Weile damit allein.
Währenddessen nähert sich ein talarianisches Kriegsschiff unter dem Kommando von Captain Endar. Jonos Gefährten werden sogleich übergeben, doch Endar verlangt auch die sofortige Rückkehr von Jono und bezeichnet ihn als seinen Sohn. Er erklärt, sein leiblicher Sohn sei im Krieg gegen die Föderation getötet worden. Bei einem späteren Kampf fand er den dreijährigen Jono bei seinen toten Eltern. Gemäß talarianischer Tradition sah er sich im Recht, den Jungen anstelle seines eigenen Sohnes anzunehmen. Auf eine mögliche Misshandlung des Jungen angesprochen erläutert Endar, die Verletzungen habe sich Jono bei Kämpfen und Unfällen zugezogen, als er ihm seine Fähigkeiten als Krieger beweisen wollte. Da Jono inzwischen alt genug ist, gestattet Endar, dass er selbst entscheidet, bei wem er künftig leben will. Jono entscheidet sich für Endar. Picard will das aber nicht gestatten, woraufhin Endar auf sein Schiff zurückkehrt und mit einem neuen Krieg droht.
Picard ist der Meinung, dass Jono für eine endgültige Entscheidung noch zu wenig über seine menschliche Herkunft weiß. Er spielt ihm eine Nachricht seiner Großmutter vor und die Tatsache, dass sie einen höheren Rang als Picard hat, bringt den Jungen zum Nachdenken. Später spielen er und Picard Racquetball. Die Geräusche des aufprallenden Balls wecken in Jono verschüttete Erinnerungen an die Schüsse während des Kampfes, bei dem seine Eltern getötet wurden. Bei einem Besuch in der Bar „Zehn Vorne“ scheint er sich schließlich auch gegenüber anderen Besatzungsmitgliedern zu öffnen. In der folgenden Nacht schleicht Jono jedoch an Picards Bett und sticht mit einem Messer auf ihn ein. Die Verletzungen sind nicht schwer und können leicht behandelt werden. Nach seinem Motiv gefragt erklärt Jono, dass ein Angriff auf einen vorgesetzten Offizier mit dem Tod bestraft werde und es sein Wunsch sei, zu sterben, denn seine Annäherung an die menschliche Kultur betrachte er als Verrat an allem, was Endar für ihn getan hat. Endar hat inzwischen Verstärkung durch zwei weitere Schiffe erhalten und droht mit einem Angriff. Picard wird klar, dass er einen schweren Fehler begangen hat, und gestattet schließlich, dass Jono zu Endar zurückkehren kann. Jono dankt Picard und verabschiedet sich respektvoll von ihm.

## Verbindungen zu anderen Star-Trek-Produktionen
Die Talarianer wurden bereits in Folge 1.20 (Worfs Brüder) von Raumschiff Enterprise – Das nächste Jahrhundert aus dem Jahr 1988 erstmals erwähnt. In Endars Sohn haben sie ihren ersten und zugleich letzten größeren Auftritt.
Die Star-Trek-Variante der Sportart Racquetball ist hier erstmals zu sehen. Sie wird später auch in mehreren Folgen von Star Trek: Deep Space Nine und Star Trek: Lower Decks gezeigt und erwähnt.

## Produktion
Endars Sohn wurde als zweite Folge der vierten Staffel produziert, aber erst als vierte Folge ausgestrahlt.

### Drehbuch
Die Idee zu dieser Folge stammte von Ralph Phillips. John Whelpley und Jeri Taylor bauten sie zu einem fertigen Drehbuch aus. Für Phillips war dies die einzige Drehbucharbeit im Star-Trek-Franchise. Whelpley war später noch am Drehbuch für eine Folge von Star Trek: Deep Space Nine beteiligt. Auch Jeri Taylor gab hier ihr Drehbuch-Debüt für Star Trek. Sie war im Anschluss noch an 16 weiteren Drehbüchern für Raumschiff Enterprise – Das nächste Jahrhundert, drei für Star Trek: Deep Space Nine und 14 für Star Trek: Raumschiff Voyager beteiligt. Sie wurde außerdem Mitglied des Produktionsstabes von Raumschiff Enterprise – Das nächste Jahrhundert und blieb es bis zum Ende der Serie. Danach war sie auch bei Star Trek: Raumschiff Voyager in den ersten vier Staffeln als Produzentin tätig.
Das außerirdische Volk sollte im ursprünglichen Drehbuchentwurf Phrygians heißen. Auf Anregung von Michael Okuda wurden daraus die bereits zuvor erwähnten, aber noch nicht gezeigten Talarianer.

### Darsteller
Die Hauptfigur Geordi La Forge (LeVar Burton) ist in dieser Folge nur kurz in einer wiederverwendeten Szene zu sehen. Burton stand für die Dreharbeiten nicht zur Verfügung, da er sich kurz zuvor einer Operation unterziehen musste.
Sherman Howard, Darsteller von Endar, spielte auch den Vulkanier Syvar in Folge 3.24 (Shakaar) von Star Trek: Deep Space Nine und den Klingonen T'Greth in Folge 7.14 (Die Prophezeiung) von Star Trek: Raumschiff Voyager.

### Kostüme und Requisiten
Die talarianischen Uniformen wurden in Folge 6.03 (Der unmoralische Friedensvermittler) von Raumschiff Enterprise – Das nächste Jahrhundert wiederverwendet.
Die Schusswaffen der Talarianer wurden später mehrfach als romulanische Disruptorgewehre wiederverwendet.

### Modelle
Die Modelle des talarianischen Kriegsschiffs und des Aufklärungsschiffs wurden von Rick Sternbach entworfen und von Greg Jein gebaut. Beide Modelle wurden später (teils in modifizierter Form) in mehreren Folgen von Raumschiff Enterprise – Das nächste Jahrhundert, Star Trek: Deep Space Nine und Star Trek: Raumschiff Voyager für Raumschiffe verschiedener Völker wiederverwendet.

## Rezeption
Keith DeCandido bewertete Endars Sohn 2012 auf tor.com als eine eher schlechte Folge von Raumschiff Enterprise – Das nächste Jahrhundert. Sie biete eine interessante Grundidee, aus der aber viel zu wenig gemacht wird. Die Talarianer fand DeCandido langweilig. Der Verdacht, dass Jono von ihnen misshandelt worden sein könnte, wird nur sehr halbherzig behandelt. Dass die Besatzung der Enterprise den Großteil der Folge über ausschließlich bemüht ist, Jono wieder mit seinen Großeltern zu vereinen, anstatt seinen ausdrücklichen Wunsch, bei den Talarianern zu bleiben, zu respektieren, steht für DeCandido im starken Kontrast zur hohen Sensibilität gegenüber anderen Kulturen, wie sie in zahlreichen früheren Folgen gezeigt wurde. Die Tatsache, dass seine Großmutter eine Admiralin ist, hätte genutzt werden können, um externen Druck auf die Besatzung der Enterprise auszuüben. Auch hierin sah DeCandido verschenktes Potential.